# Wavves
Wavves är ett amerikanskt noiserockband från San Diego. De släppte sitt självbetitlade debutalbum 2008 och uppföljaren "Wavvves" 2009. Pitchfork har gett bandet uppmärksamhet.
Wavves fjärde studioalbum Afraid of Heights släpptes den 26 mars 2013. 
Bandmedlemmarna Nathan och Stephen är även radiovärdar för Vinewood Boulevard Radio i Tv-spelet Gta V, där de bland annat spelar upp deras låt "Nine Is God", som de exklusivt skrivit för radiokanalen. 
Den 13 september 2013 uppträdde bandet med låten hos Conan 

## Medlemmar
Nuvarande medlemmar
- Nathan Williams - sång, gitarr, synthesizer (2008-idag)
- Alex Gates - gitarr (2009-idag)
- Stephen Pope - basgitarr (2009-idag)
- Brian Hill - trummor (2009, 2013-idag)

Tidigare medlemmar
- Ryan Ulsh - trummor (2009)
- Zach Hill - trummor (2009)
- Billy Hayes - trummor (2009-2010)
- Jacob Cooper - trummor (2010-2013)

## Diskografi
Studioalbum
- 2008 – Wavves
- 2009 – Wavvves
- 2010 – King of the Beach
- 2013 – Afraid of Heights
- 2015 – V
- 2017 – You're Welcome
- 2021 – Hideaway

EP
- 2009 – Daytrotter Session (Wavves)Daytrotter Session
- 2011 – Summer Is Forever (delad EP med Best Coast)
- 2011 – Life Sux

Singlar
- 2008 - Beach Demon / Weed Demon
- 2009 - Cool Jumper
- 2009 - California Goths
- 2009 - So Bored
- 2009 - To the Dregs / To the Dregs (Version 2)
- 2009 - Friends Were Gone / Vapour Trails (delad singel med Windsurf)
- 2010 - Post Acid
- 2010 - King of the Beach
- 2011 - Summer Is Forever (delad singel med Best Coast)
- 2011 - TV Luv Song / Thorns (delad singel med Trash Talk)
- 2011 - TV Luv Song
- 2011 - I Wanna Meet Dave Grohl
- 2012 - Hippies Is Punks
- 2013 - Demon to Lean On